# Installation de stockage de déchets inertes
Pour un article plus général, voir Décharge (déchet).
En France, une installation de stockage de déchets inertes (ISDI) (ex- « décharge de classe 3 ») est une installation classée pour la protection de l'environnement (ICPE) qui réceptionne des déchets inertes en vue de les éliminer par enfouissement ou comblement sur site.

## Définition
L'arrêté ministériel du 12 décembre 2014 précise que les installations de stockage de déchets inertes (ISDI) sont des installations de dépôt de déchets inertes, à l'exclusion de celles où :
- les déchets sont entreposés pour une durée inférieure à trois ans afin de permettre leur préparation à un transport en vue d'une valorisation dans un endroit différent ;
- les déchets sont entreposés pour une durée inférieure à un an avant leur transport sur un lieu de stockage définitif ;
- les déchets sont valorisés en conformité avec les articles L. 541-31 et suivants du code de l'environnement.

## Historique réglementaire
Les installations de stockage de déchets inertes, appelées à l'époque « décharges de classe 3 », étaient initialement régies par le code de l'urbanisme et leur exploitation relevait d'une décision du maire de la commune d'implantation. 
Lors de la transposition de la directive européenne 1999/31/CE, un régime d’autorisation spécifique a été créé pour l’exploitation des installations de stockage de déchets inertes dans le code de l'environnement. Ce régime s'inspirait des procédures administratives relatives aux installations classées pour la protection de l'environnement (ICPE) du fait que les cibles à protéger sont les mêmes (environnement, personnes et biens) mais ces procédures ont été allégées du fait que les sources de danger ont été considérés comme étant moins importantes étant donné qu’il s’agit de déchets inertes. Ainsi, depuis le 18 mars 2006, tout exploitant d’une nouvelle ISDI devait bénéficier d’une autorisation préfectorale et les exploitants des ISDI déjà en fonctionnement étaient tenus de déposer un dossier de demande d’autorisation avant le 1er juillet 2007, sauf si l’exploitation devait cesser avant cette date.
À partir de 2009, la mise en place progressive d'un régime intermédiaire d'autorisation simplifiée (entre celui de la déclaration et celui de l'autorisation), appelé régime de l'enregistrement, pour les ICPE a permis, à la suite du décret no 2014-1501 du 12 décembre 2014, de supprimer le régime d'autorisation spécifique des ISDI et d'intégrer pleinement les ISDI dans la législation des ICPE sous la rubrique no 2760-3.

## Classement ICPE
Les installations de stockage de déchets inertes sont concernées par la rubrique no 2760-3 de la nomenclature des installations classées et sont soumises à enregistrement. Cette autorisation simplifiée est délivrée sous la forme d'un arrêté préfectoral qui impose à l'exploitant le respect d'un certain nombre de prescriptions techniques permettant de limiter l'impact environnemental de l'installation et qui sont notamment issues de deux arrêtés ministériels du 12 décembre 2014,.
L'instruction des demandes d'enregistrement ainsi que le contrôle du respect des prescriptions imposées est réalisé par l'inspection des installations classées.

## Amiante
Plus aucun déchet d’amiante n’est admis en installation de stockage de déchets inertes : ils doivent être éliminés soit dans des installations de stockage de déchets non dangereux (ISDND), soit dans des installations de stockage de déchets dangereux (ISDD).